# Philippe Cathé
Philippe Cathé est un musicologue français né en 1967.

## Biographie
Musicologue et chroniqueur à la revue Opérette, après un doctorat sous la direction de Pierre Guillot en 2001 à Paris-IV Sorbonne, intitulé Claude Terrasse (1867-1923), il enseigne la musicologie en tant que professeur des universités au département musique et musicologie de Sorbonne-Université. Membre de l’Institut de Recherche en Musicologie (IReMus).
Il est un théoricien et un analyste des musiques harmoniques, spécialiste de la musique française de 1870 à 1950, en particulier de Charles Koechlin et de Claude Terrasse. Il explore les liens du son et de l'image au cinéma.

## Publications
- Œuvres complètes, écrits non musicaux, par Claude Terrasse, notes de Philippe Cathé, Le Fourneau, 1997.
- Les silènes, de Christian Dietrich Grabbe, adaptation par Alfred Jarry, musique de Claude Terrasse, Bassac, Collège de 'Pataphysique, 2001.
- Claude Terrasse (1867-1923), thèse de doctorat, sous la direction de Pierre Guillot, Lille, 2002.
- Claude Terrasse, ouverture par Ornella Volta, Paris, Hexaèdre éditeur, Musée d’Orsay, 2004, 260 pages.
- Charles Koechlin, compositeur et humaniste, avec Sylvie Douche et Michel Duchesneau, Paris, Vrin, 2010, 609 pages.
- Cinq cents ans de musique harmonique, habilitation à diriger des recherches, Vrin, 2012, 241 pages.